# Max Resist
Max Resist (Abkürzung für maximum resistance, dt. ‚maximaler Widerstand‘) ist eine US-amerikanische Rechtsrock-Band aus Detroit, Michigan. Ihr Stil wird gelegentlich auch dem Hatecore zugeordnet.

## Geschichte
Max Resist wurde 1989 unter dem Namen Haken Kreuz gegründet und nannte sich 1990 in Max Resist & The Hooligans um. Der Namenszusatz wurde später weggelassen und einmal durch The Runes ersetzt.  Als Bandsymbol nutzt die Gruppe den Schädel der SS-Division Totenkopf. Die ersten beiden Alben Renegade Youth (1995) und Second Skin (1997) erschienen über Resistance Records. Danach wechselte die Band zu Panzerfaust Records und veröffentlichte dort Keep Fighting (2002). Das letzte Studioalbum Klymax erschien 2006 über Old Guard Records. Ein in Deutschland aufgenommenes Livealbum folgte 2008 über das deutsche Rechtsrock-Label PC-Records. Sowohl Renegade Youth als auch Live in Deutschland wurden von der Bundesprüfstelle für jugendgefährdende Medien indiziert.
Während ihrer Karriere kam es zu diversen Besetzungswechseln, sodass die Band vor allem mit Sänger Sean Suggs, dem einzigen kontinuierlichen Mitglied der Gruppe, assoziiert wird. 2012 sollte die Band als Headliner auf dem NPD-Festival Rock für Deutschland spielen, doch Suggs wurde die Einreise verweigert.

## Bedeutung
Max Resist gilt als eine der aktivsten Bands der rechtsextremen Szene in den Vereinigten Staaten. Mit Sean Suggs wird die Band von einer Identifikationsfigur der rechtsextremen Skinhead-Bewegung geleitet. Die Band steht sowohl dem Blood-and-Honour-Netzwerk als auch den Hammerskins nahe. Bekanntestes Lied der Band ist Boot Party, das davon handelt, Andersdenkende mit den für Skinheads typischen schweren Stiefeln niederzutrampeln. Die Band ist auch in Deutschland bekannt, wo sie mehrfach auftrat, so zum Beispiel am 22. September 2000 in Laave, Lüneburg vor 500 Personen, nur acht Tage nach dem Verbot der deutschen Sektion von Blood and Honour durch den deutschen Innenminister Otto Schily (SPD). Neben Max Resist spielten auch Razors Edge und die deutschen Bands Proissenheads und Spreegeschwader. Das Konzert musste gewaltsam geräumt werden. 2002 spielte die Gruppe als Headliner vor 1.500 Personen bei einem geheimen Konzert in Dortmund. In Deutschland wurde das Merchandise der Gruppe nach dem Verbot von Blood and Honour über den Versand Hate Sounds vertrieben.

## Diskografie
- 1993: Traitors Beware (7", Krowbar Records, als Max Resist & The Hooligans)
- 1995: Renegade Youth (Resistance Records, als Max Resist & The Hooligans, indiziert)
- 1997: Second Skin (Resistance Records, Europa: Nordland Records, Schweden)
- 2002: Keep Fighting! (Panzerfaust Records)
- 2006: Klymax (Old Guard Records, als Max Resist & The Runes)
- 2008: Live in Deutschland (PC-Records, zusammen mit Pak 88 und System Infarkt, indiziert)
- 2010: Aces & Eights: Best of Max Resist (Eigenproduktion, CD Baby)[10]